# Maesa chisia
Maesa chisia är en viveväxtart som beskrevs av Buch.-ham. och David Don. Maesa chisia ingår i släktet Maesa och familjen viveväxter. Inga underarter finns listade i Catalogue of Life.